# Parque natural de la Sierra de Grazalema
El parque natural de la Sierra de Grazalema, con una superficie de 53 411 ha, se encuentra situado entre el sector oriental de la provincia de Cádiz y la parte más occidental de la Serranía de Ronda, estando compuesto por diferentes sierras (sierra de Zafalgar, Pinar, Endrinal, Caíllo, etc.).
Abarca parte del NE de la provincia de Cádiz y del O de la provincia de Málaga, incluyendo total o parcialmente a catorce municipios: nueve pertenecientes a la provincia de Cádiz (El Bosque, Prado del Rey, Zahara de la Sierra, Algodonales, El Gastor, Grazalema, Villaluenga del Rosario, Benaocaz y Ubrique) y cinco a la provincia de Málaga (Ronda, Montejaque, Benaoján, Jimera de Líbar y Cortes de la Frontera).

## Características físicas

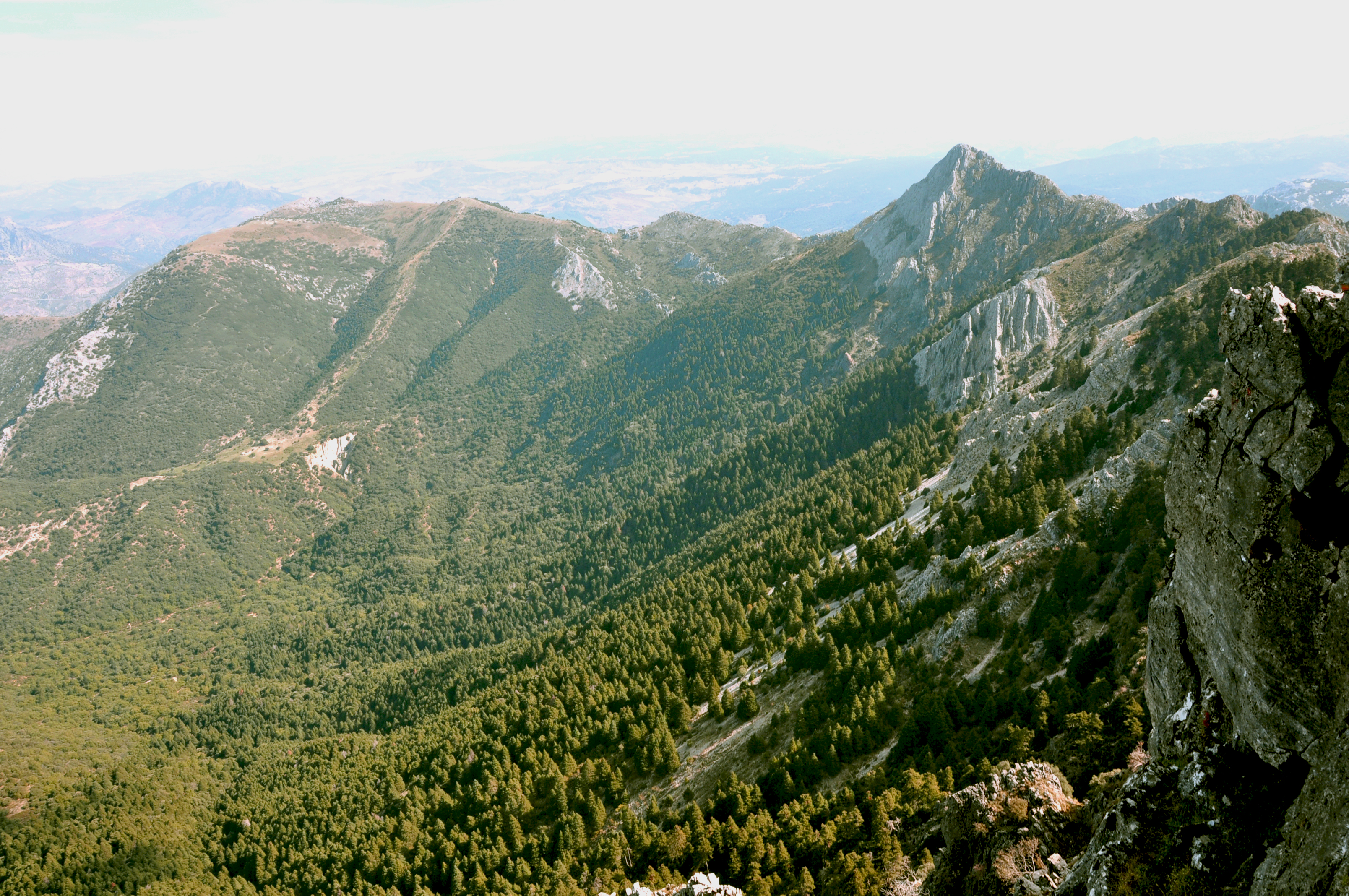
Sierra del Pinar

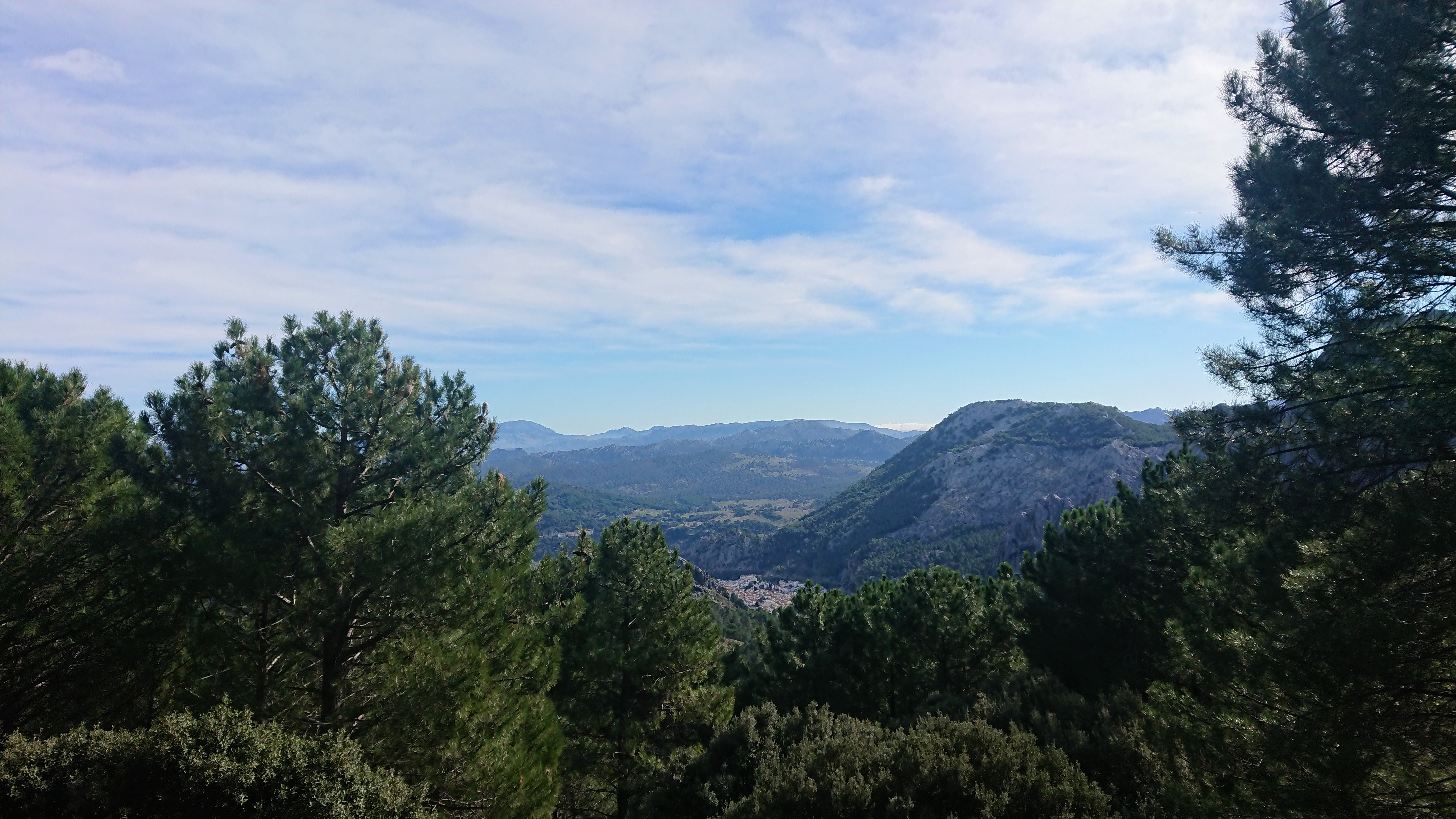
Vista de Grazalema

El Parque se sitúa íntegramente en el sistema montañoso conocido como Serranía de Ronda (extremo occidental de la Cordillera Bética). De las Zonas Externas de la cordillera Bética, las sierras que integran el parque natural forman parte del conjunto geológico Subbético. Dentro de este, el Subbético Medio se localiza fundamentalmente al norte del Corredor del Boyar, abarcando las sierras del Pinar, Zafalgar, Blanquilla, etc. Al sur de este, se localiza el Subbético Interno, abarcando las sierras del Endrinal, Caíllo, sierra de Ubrique, etc. También están representadas las unidades alóctonas del Campo de Gibraltar.
El Subbético Medio, o sector septentrional, tiene abundancia de margas y margocalizas frente al predominio absoluto de calizas en el sector meridional, o Subbético con una diferencia de tonalidad paisajística, oscura y grisácea en el primero frente a tonalidades blancas en el segundo.

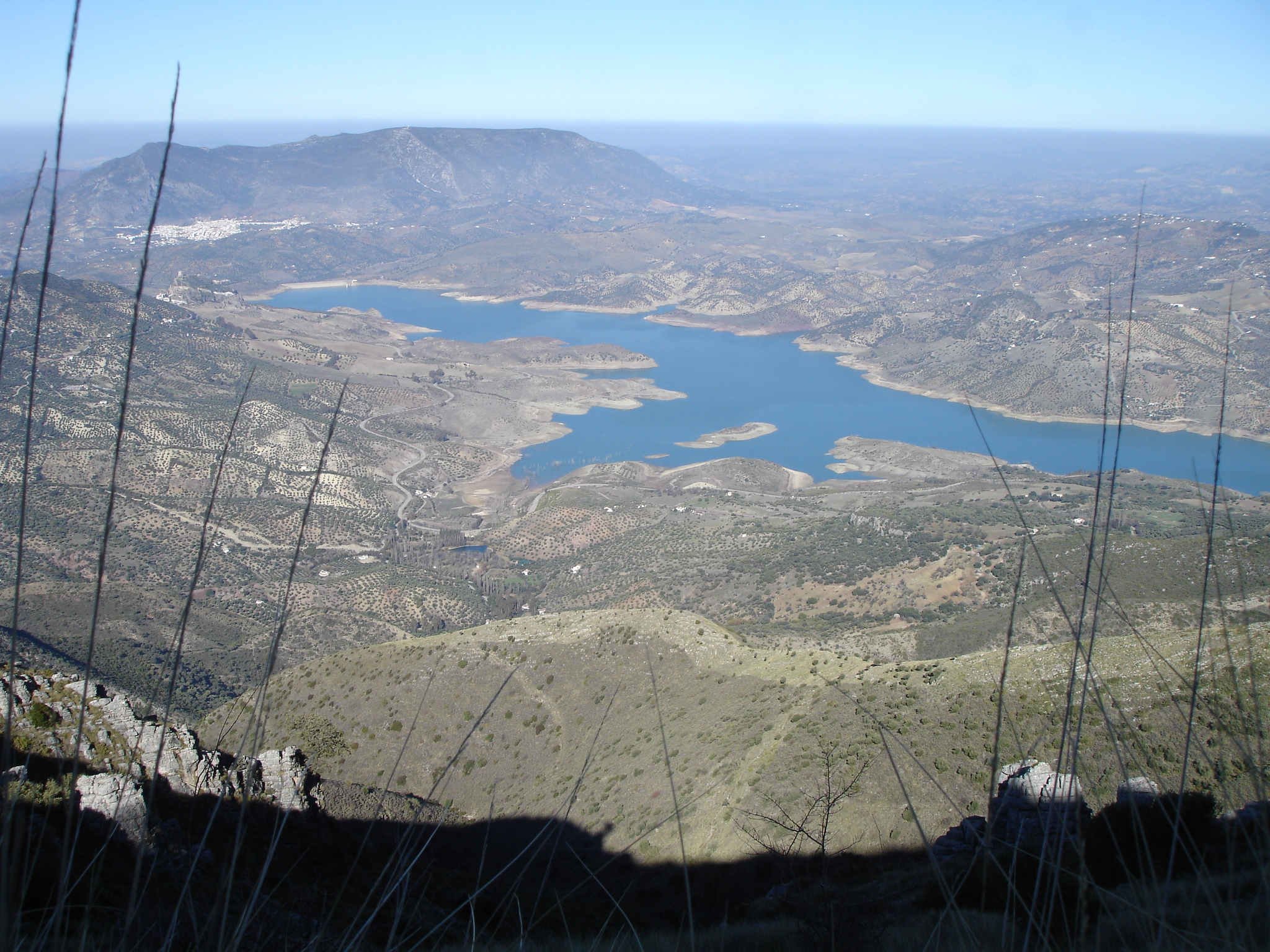
Vista del embalse de Zahara desde el cerro Coros

El Parque se encuentra atravesado por un conjunto de sierras paralelas entre sí de orientación ENE-OSO, que siguen las líneas estructurales de la cordillera Bética, separadas por profundas depresiones geológicamente notables, con las salvedades de la sierra del Pinar, de orientación E-O, sierra Margarita, de orientación N-S, y las de otras elevaciones menores, de orientaciones diversas.
Su mayor altura es el pico El Torreón (o pico del Pinar) con 1648 m s. n. m. en la sierra del Pinar, seguido del Simancón con 1566 m s. n. m. en la sierra del Endrinal.

## Clima e hidrología
Este macizo supone una auténtica muralla a los vientos cargados de humedad procedentes del océano Atlántico. Como consecuencia de ello descargan intensas cantidades de precipitación. Así, en algunos puntos del Parque se registra una pluviosidad superior a dos mil milímetros, siendo uno de los lugares más lluviosos de la península,[cita requerida] a pesar de la aridez estival de la zona.

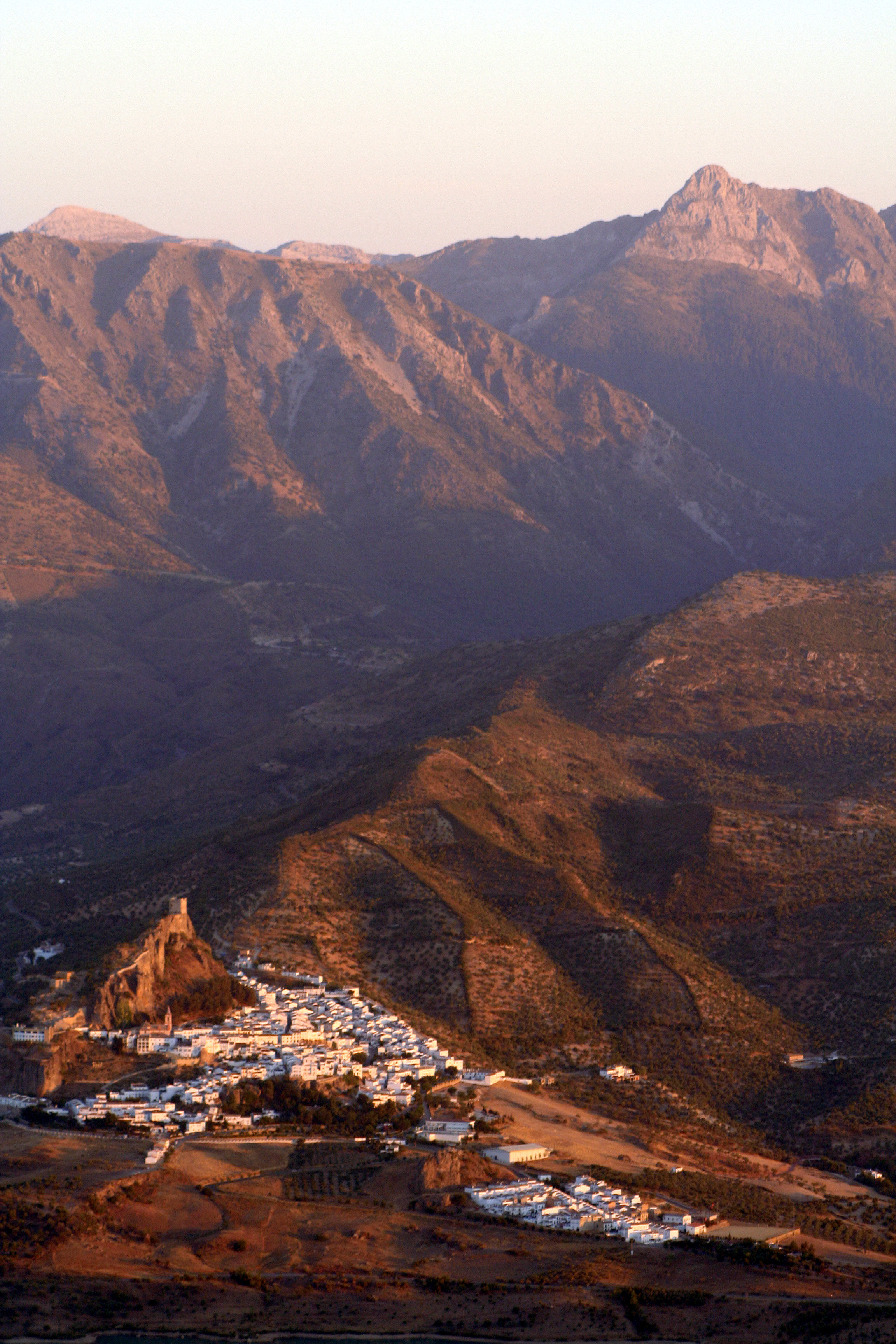
Zahara de la Sierra

Existen en este espacio tres vertientes claramente diferenciadas entre sí. Los cauces de la zona norte vierten sus aguas al Guadalete, uno de los principales ríos de la provincia de Cádiz, que tiene su nacimiento en el puerto del Boyar; mientras que los de la Este lo hacen al Guadiaro, con origen cerca de Ronda y que recibirá los aportes de señeros cauces como el Gaduares y el Guadalevín. Por último, la vertiente oeste tributa todas sus aguas al Pantano de los Hurones, destacando los aportes de los ríos Majaceite, Tavizna y Ubrique.

## Paisajes

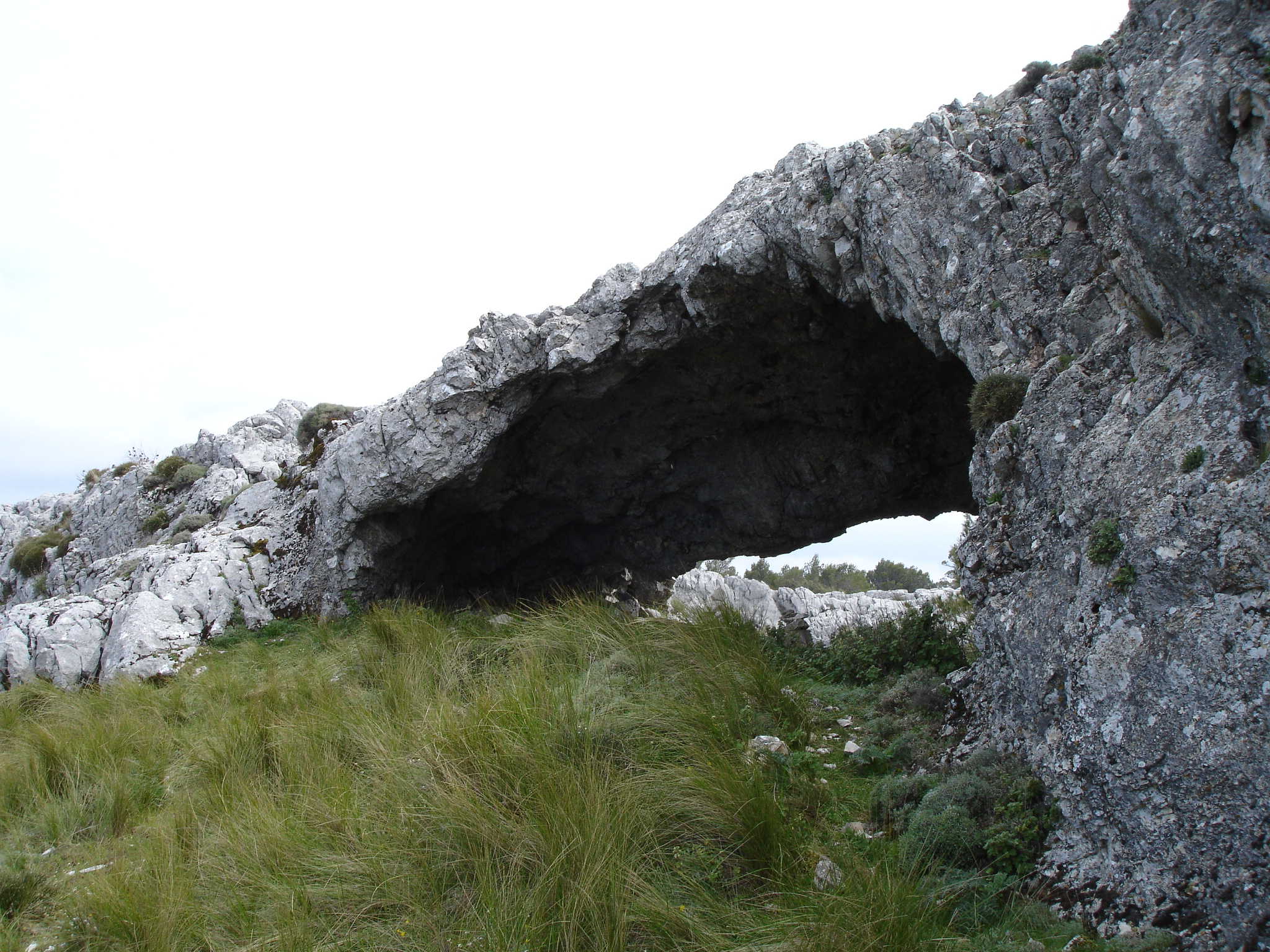
Cueva de las Dos Puertas

La composición del parque natural de la Sierra de Grazalema, básicamente de rocas calizas, genera los típicos fenómenos kársticos: numerosas cuevas, desfiladeros, dolinas, etc.. Destacan la cueva del Gato, por la que un río subterráneo, tras recorrer cinco kilómetros desde la sima del Hundidero, reaparece vertiendo sus aguas al río Guadiaro; la cueva de la Pileta, que contiene pinturas rupestres y se puede visitar con restricciones y utilizando candiles; y la Garganta Verde, estrecho y profundo desfiladero que sirve de único desagüe a toda la sierra del Pinar.
Entre las zonas más destacables por su interés paisajístico se pueden citar:

### El conjunto orográfico de la sierra del Pinar y Bocaleones
Formado por la sierra del Pinar, Margarita, del Labradillo, de Zafalgar y Monte Prieto, constituye un circo montañoso de extraordinario interés paisajístico, geológico y botánico en el conjunto de la Serranía de Ronda gaditana. Indudablemente, el principal rasgo distintivo de este conjunto es la sierra del Pinar, de elevada altitud y dominio visual sobre las demás, por lo que sus dos vertientes resultan visibles desde cualquier punto del parque natural.
También hay que destacar la presencia de gargantas o cañones abiertos entre los materiales calcáreos de gran espectacularidad, como la Garganta del Bocaleones, de hasta cuatrocientos metros de desnivel. Aquí se encuentra la cueva de la Ermita o Ermita de la Garganta, de gran belleza por sus dimensiones, sus formaciones de estalactitas y estalagmitas, su variedad cromática y la exuberante vegetación desarrollada a la sombra del cañón.

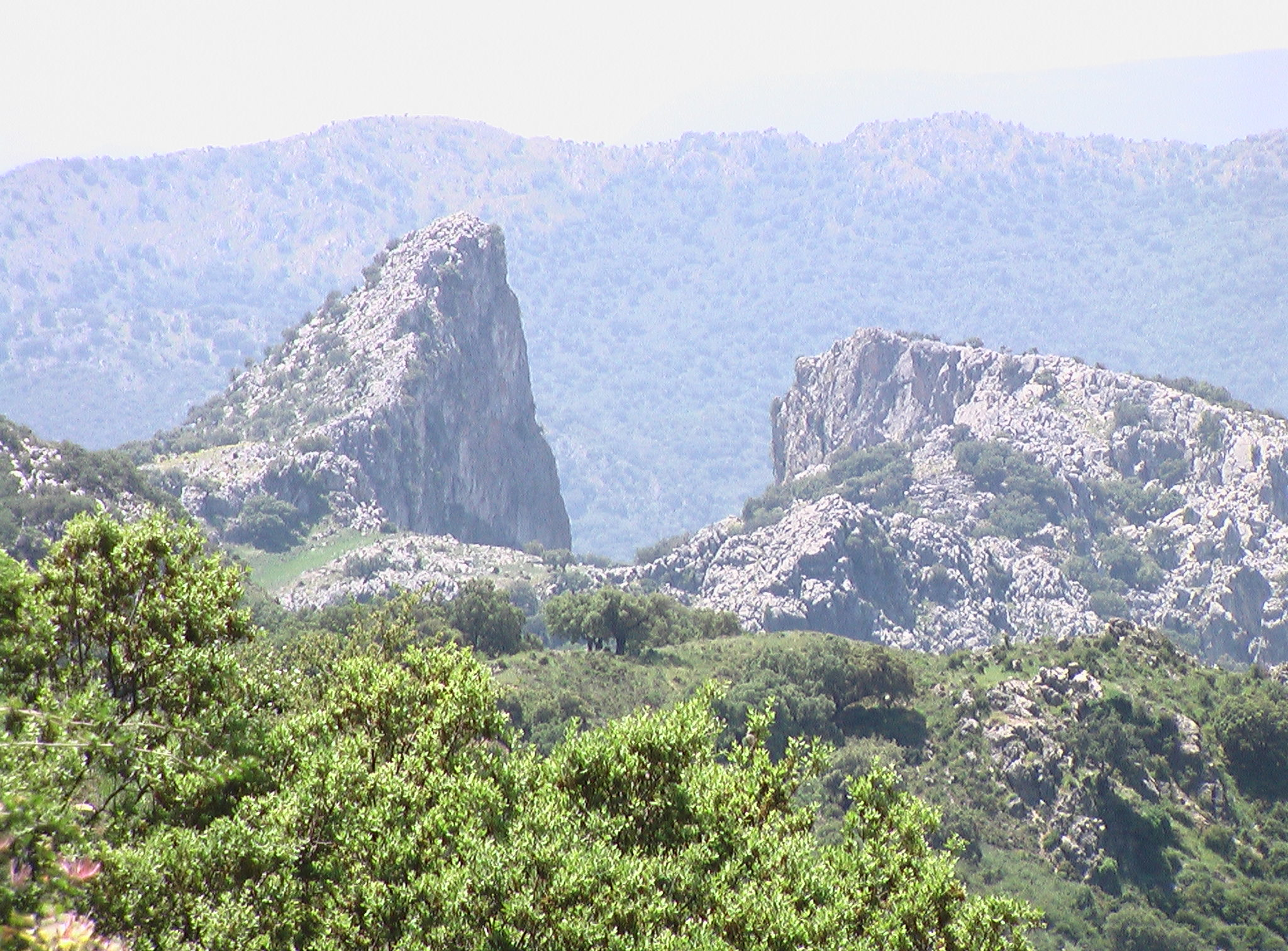
Salto del Cabrero

### Conjunto orográfico de las sierras delEndrinal,sierra del Caílloy sierra de Ubrique
Constituye el núcleo central de las sierras del parque natural y destaca por estar perfectamente delimitado por una serie de escarpes estructurales de gran desnivel así como por sus altitudes relativamente importantes. Entre los sectores de escarpe que lo delimitan destacan por su forma peculiar el «Salto del Cabrero» y «El Saltadero», dos profundos desfiladeros producidos por una fracturación distensiva con sistemas de fallas abiertas perpendiculares a los pliegues, que han provocado el desgajamiento de varios sectores del macizo calcáreo por el hundimiento del bloque central.
Destaca la depresión conocida como «La Manga de Villaluenga», uno de los parajes más llamativos y admirados del parque natural. Se trata de una larga depresión estructural cuya dirección NE-SO coincide con la alineación dominante de estas sierras. Estructuralmente, se corresponde con una depresión sinclinal en cofre delimitada por pliegues fracturados que forman las laderas casi verticales del valle. En el fondo del mismo se pueden observar algunas formas características del modelado kárstico, como pequeños poljés y dolinas que ocupan las zonas más profundas, donde se encuentra la gran sima de Villaluenga.
Los llanos o zonas de cumbres de la sierra del Endrinal poseen un gran interés paisajístico, geomorfológico y didáctico, por ser el sector del parque natural donde se encuentra la mayor densidad y diversidad de formas del modelado kárstico, desde los diferentes tipos de lapiaces hasta pequeños poljés, siendo también la zona donde se aprecian con mayor intensidad las formas nivokársticas heredadas de los períodos fríos del Cuaternario: nichos de acumulación nival, pequeñas depresiones nivales, depósitos de gelifractos, depresiones nivokársticas con antiguos pozos de nieve, etc.
Otros enclaves puntuales que destacan entre estos conjuntos, por sus magníficas vistas panorámicas sobre amplios sectores del parque natural, lo constituyen los puertos del Boyar y de Las Palomas.

### La sierra de la Silla
Ocupa una posición dominante en todo el sector occidental del parque natural de la Sierra de Grazalema, a pesar de su moderada altitud, al destacar sobre el conjunto de relieves más bajos que lo circundan, como son la depresión del Tavizna, el embalse de los Hurones y la depresión de Ubrique.
Es una alineación calcárea que alcanza una altura de novecientos cinco metros. Resulta llamativa la silueta de la zona de cumbres entre el pico de la Silla y el Palmarejo, cuyo parecido a una silla de montura es el que da nombre a esta sierra.

### El valle delrío Guadiaro
Entre las estaciones de Benaoján y Jimera de Líbar. Presenta una estructura geológica en valle sinclinal marcado por fallas laterales que dan mayor verticalidad a las paredes. Por otra parte, el predominio de materiales margosos poco resistentes a la erosión ha favorecido el encajamiento del cauce por incisión torrencial. Como resultado, el río Guadiaro ha ido labrando un valle estrecho y profundo, de paredes escarpadas que otorgan a este espacio una gran espectacularidad.

### Los sectores de la vertiente occidental de laSierra de Líbar-Mojón Alto
El conjunto formado por la vertiente occidental de esta sierra y su continuación con la de Mojón Alto presenta la particularidad de ser la zona del parque natural donde se sitúan las mejores manifestaciones de las formaciones kársticas de tipo torcal. En ella encontramos los característicos paisajes ruiniformes o de tipo torcal, resultado de la erosión diferencial en los bancos de calizas, labrando formas laberínticas y caprichosas de gran belleza plástica, cuyas mejores muestras las encontramos en el paraje conocido como «Cancha Bermeja», en el monte público de Sierra Blanquilla y en el Peñón del Berrueco, islote calcáreo que supone la prolongación al sur de la sierra de Líbar. Otro enclave singular lo constituye el espectacular lapiaz estructural del monte de Las Hoceras, en la cabecera de la Garganta de Barrida.

### LosLlanos de LíbaryLlanos del Republicano

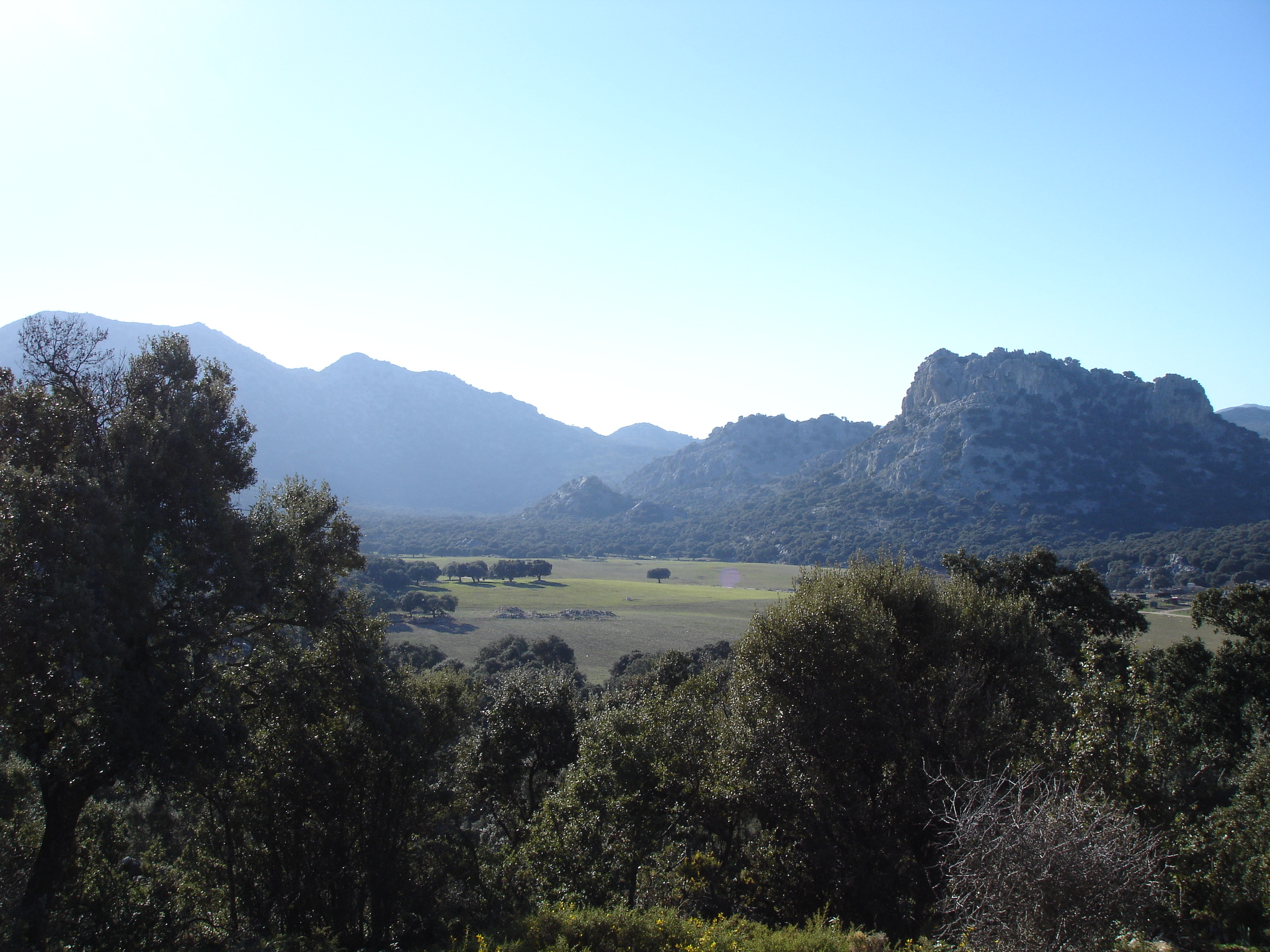
Llanos de Líbar con la sierra de Líbar al fondo

Constituyen una notable manifestación de paisaje kárstico modelado por la acción de las aguas superficiales. Incluyen la Sima del Republicano.

### LaGarganta del Cupil
Es un desfiladero ubicado en el término municipal de Ronda, en la provincia de Málaga. Se ha constituido por el encajamiento del arroyo del Cupil sobre materiales carbonatados y detríticos, dando lugar a un conjunto de gran belleza paisajística y cubierto con una vegetación muy frondosa, donde confluyen las formaciones características de ribera con la vegetación rupícola y bosques mixtos de Quercus.

### El cerro de Tavizna y Hundidero
Constituye un sector de pequeñas dimensiones, pero de grandes atractivos paisajísticos, situado en el extremo noreste del término de Montejaque. Por una parte, destaca el escarpe rocoso formado por el Cerro Tavizna con sus estratos casi verticales, en cuyos pies se esparcen inmensos bloques calizos desprendidos como consecuencia de los derrumbamientos de la parte superior. En el fondo de una profunda hondonada, junto a la carretera, se abre la sima del Hundidero, amplio cañón subterráneo de colosales dimensiones, de casi cien metros de altura en su entrada, por la que se pierden las aguas del río Gaduares convirtiéndose en un curso subterráneo. Este espacio representa la cavidad kárstica más importante de Andalucía.

### Lacueva del Gato

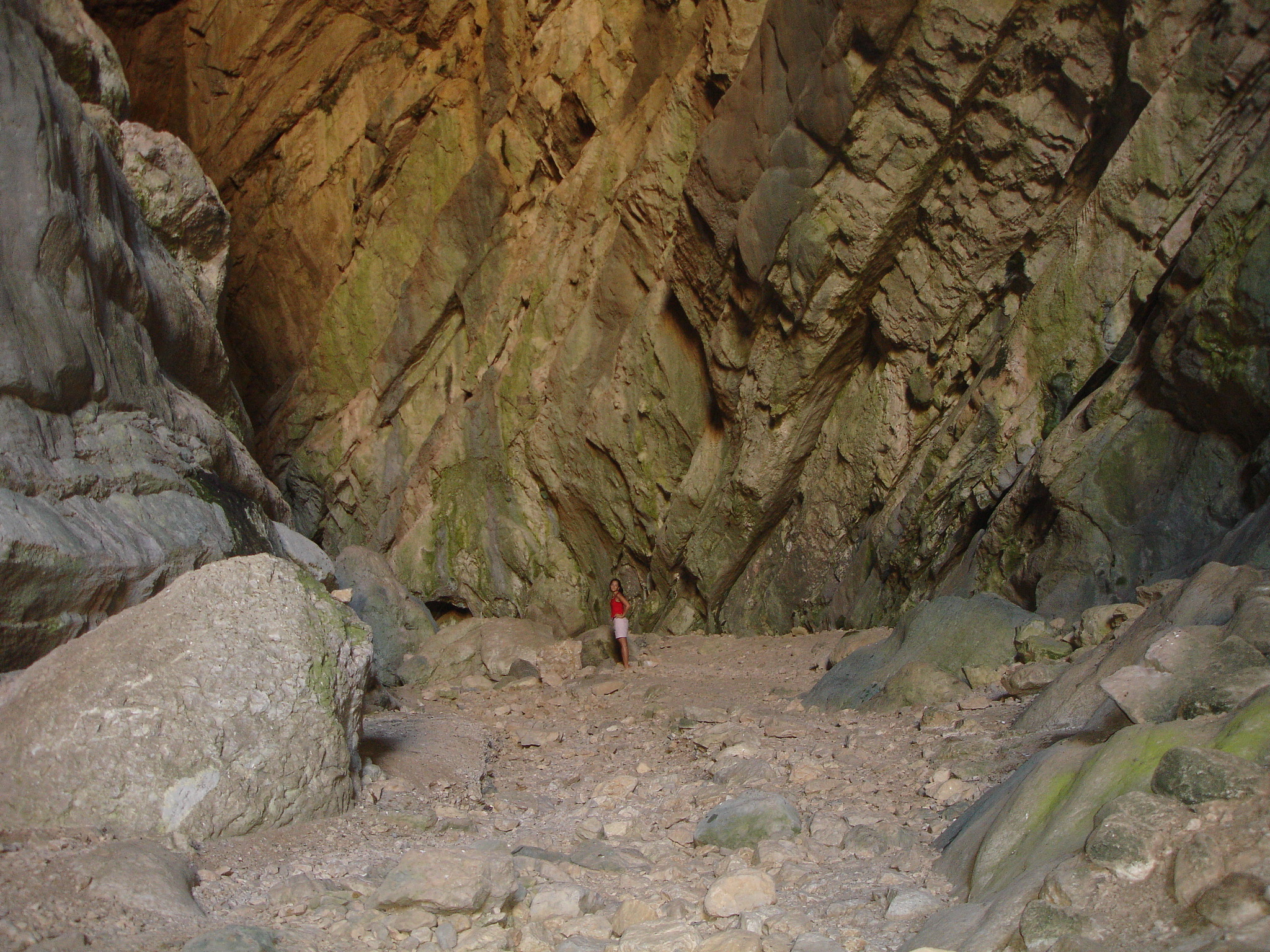
Entrada a la cueva del Gato Seca

Es en realidad la boca sur del sistema espeleológico denominado Hundidero-Gato, situado entre los municipios de Montejaque y Benaoján, en la provincia de Málaga, unos quince kilómetros al oeste de Ronda, aunque habitualmente se suele conocer a todo el conjunto por el nombre de ésta, su boca más famosa. Se trata de uno de los sistemas más importantes de Andalucía y de España, con agua permanente, simas, lagos y sifones.

## Flora

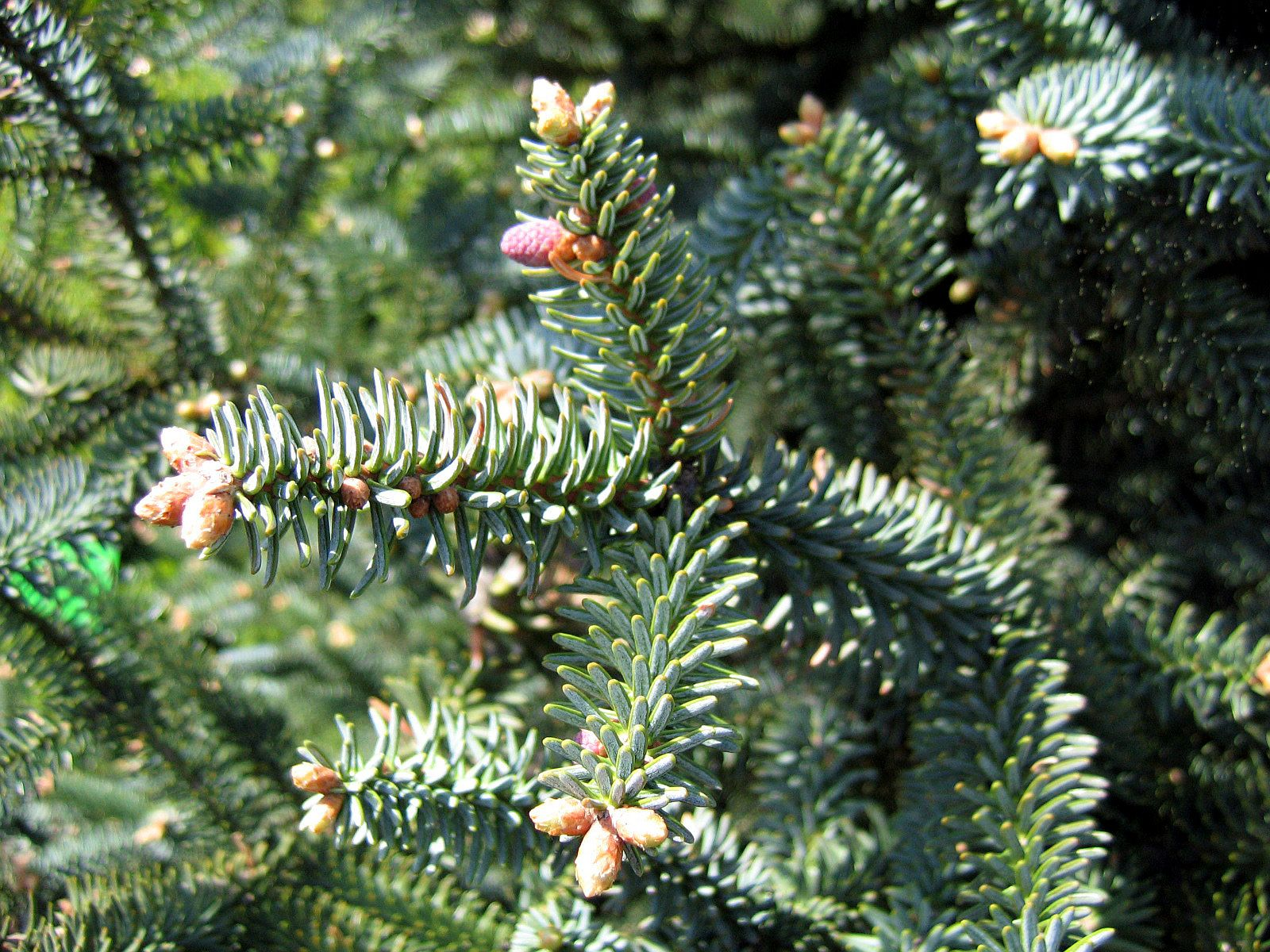
Pinsapo (Abies pinsapo)

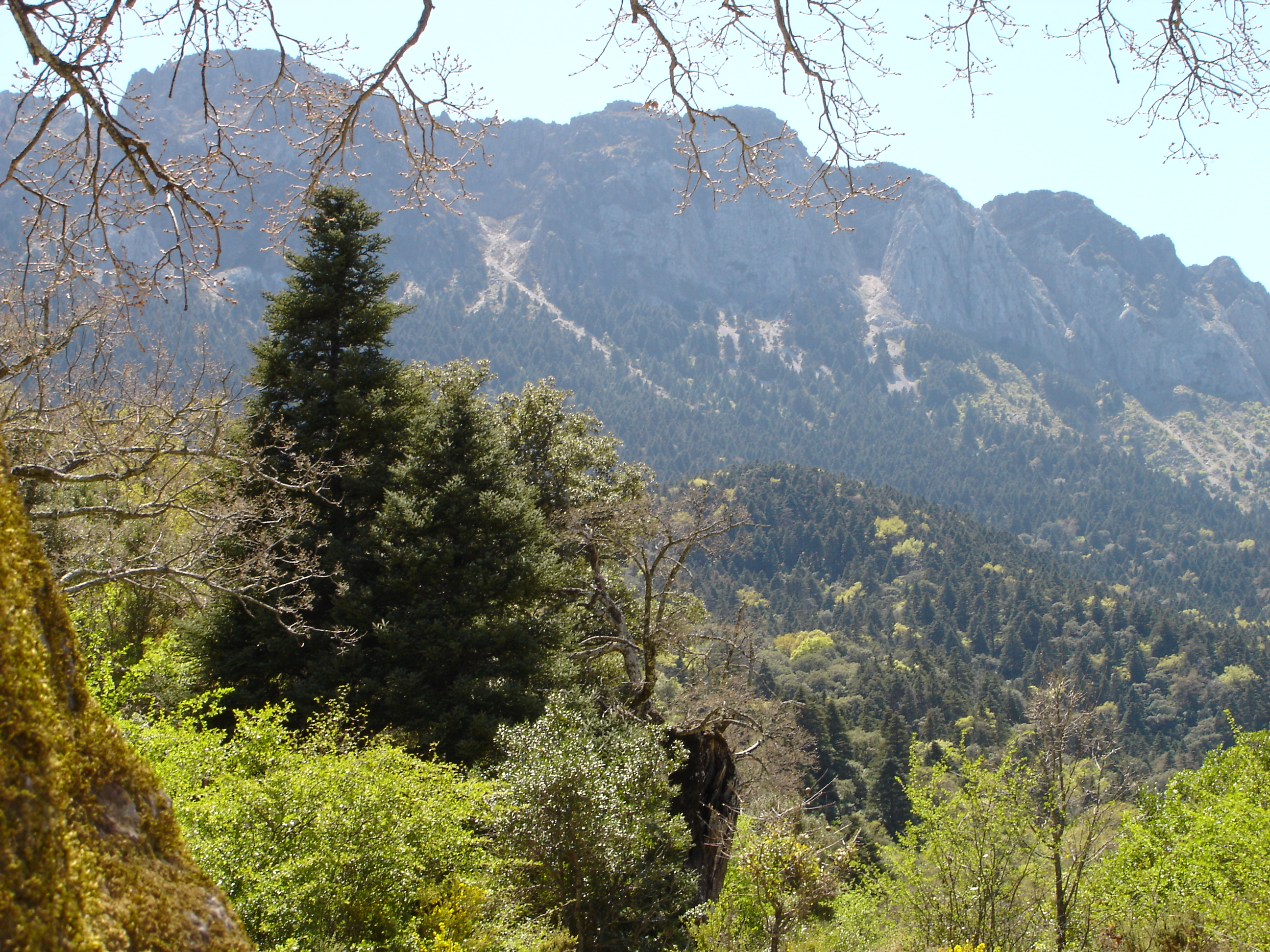
Pinsapar desde los Llanos del Ravel

El pinsapar o bosque de altos abetos locales, es la formación vegetal más característica y definitoria del espacio, encontrándose en la sierra del Pinar la segunda mejor masa de pinsapos de las que actualmente se conservan en la Serranía de Ronda, tras la de la Sierra de las Nieves. Además del enorme valor biogeográfico, este endemismo rondeño reúne unas condiciones paisajísticas muy notables por lo escarpado y espectacular del relieve sobre el que se asienta. El pinsapar es un bosque denso y sombrío, acompañado de encinas y quejigos (Quercus faginea). Los estratos arbustivo y herbáceo son pobres debido a la escasez de luz y a una gruesa capa de acículas de difícil descomposición, Las esciófilas peonías (Paeonia broteri y Paeonia coriacea), adelfillas (Daphne laureola subps. latifolia), rubias (Rubia peregrina), ruscos (Ruscus aculeatus), algunos helechos y abundantes musgos ocupan el estrato inferior. Los claros del bosque son el hábitat preferido por la bella orquidácea Cephalanthera rubra.
También se pueden encontrar otras formaciones vegetales de gran valor, como encinares, alcornocales, quejigares, acebuchales y bosques de ribera.
La variedad florística del parque natural es muy alta, contando con más de 1375 taxones. Esta cifra representa algo más del veinticinco por ciento de las especies descritas para España y un porcentaje superior al cincuenta y cinco por ciento de las especies de Andalucía Occidental.
Entre estos se encuentran siete endemismos locales, cuya área de distribución no sobrepasa los límites del espacio protegido, (Fumana lacidulemiensis, Echinospartum algibicum, Erodium recoderi, Papaver rupifragum y los híbridos Phlomis x margaritae y Narcissus x libarensis). Además cuenta con catorce endemismos rondeños, treinta y tres béticos, cuarenta y dos béticomauritanos, cuarenta y seis ibéricos y más de ciento cuarenta ibero-mauritanos.
Del Catálogo Andaluz de Especies Amenazadas, hay seis taxones incluidos en la categoría de En peligro de extinción (Abies pinsapo, Asplenium petrarchae subsp. bivalens, Atropa baetica, Narcissus bugei, Papaver rupifragum y Rupicapnos africana subsp. decipiens), quince en la de Vulnerables (Asplenium billotii, Avena murphyi, Cosentinia vellea subsp. bivalens, Drosophyllum lusitanicum, Hymenostemma pseudoanthemis, Isoetes durieui, Laurus nobilis, Narcissus fernandesii, Ornithogalum reverchonii, Asplenium sagittatum, Prunus insititia, Prunus mahaleb, Salix eleagnos, Silene mariana y Sorbus aria) y tres catalogados como De Interés Especial: Acer monspessulanum, Celtis australis y Quercus canariensis.

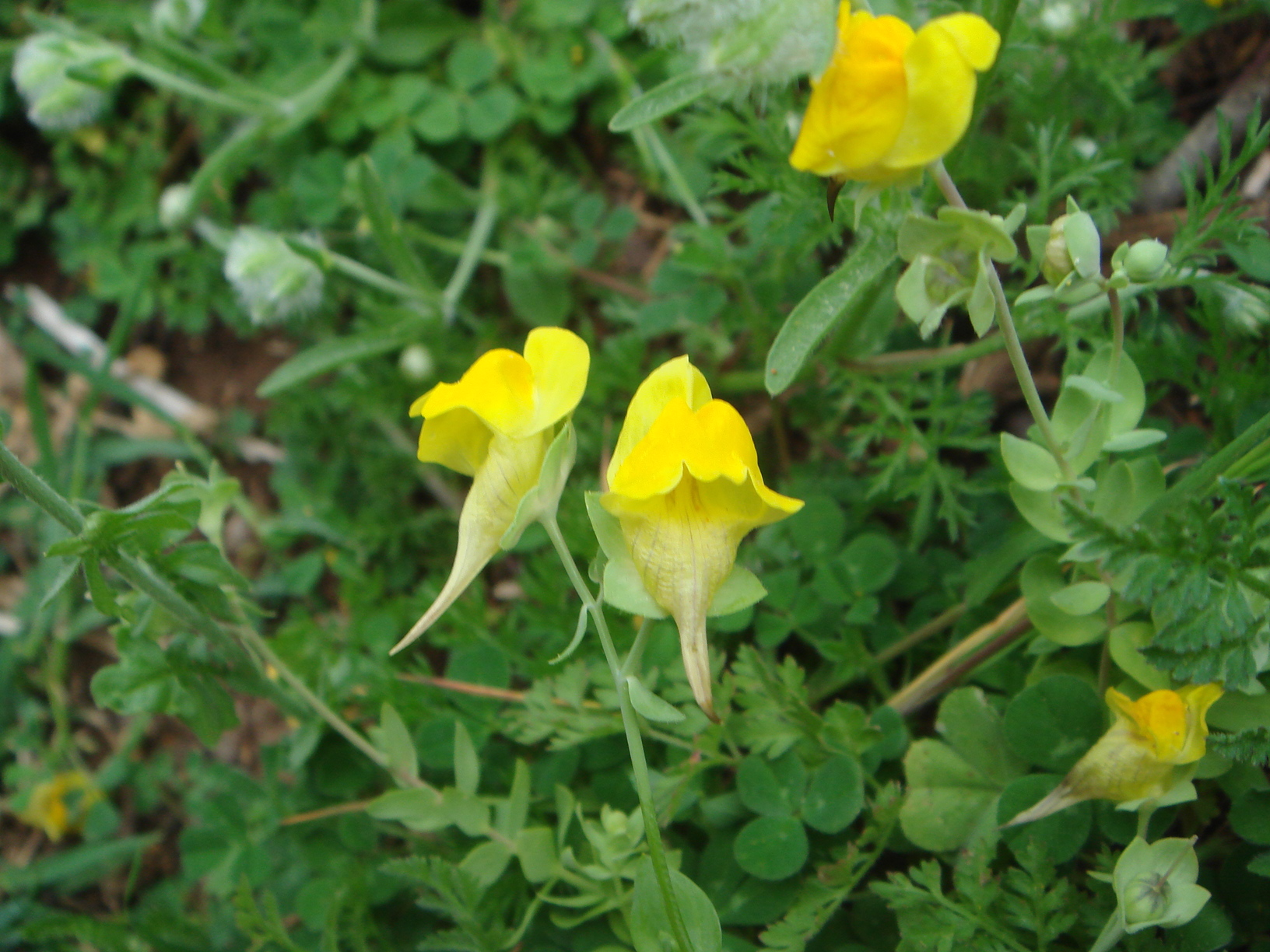
Linaria platycalyx. Endemismo del sector rondeño

Seis especies están incluidas en el Anexo II de la Directiva 92/43/CEE, del Consejo, relativa a la conservación de los hábitats naturales y de la fauna y flora silvestres, como especies de interés comunitario para cuya conservación es necesario asignar zonas especiales de conservación, (Silene mariana, Atropa baetica, Hymenostemma pseudoanthemis, Narcissus humilis (N. cavanillesii), Narcissus fernandesii y Festuca elegans).

## Fauna

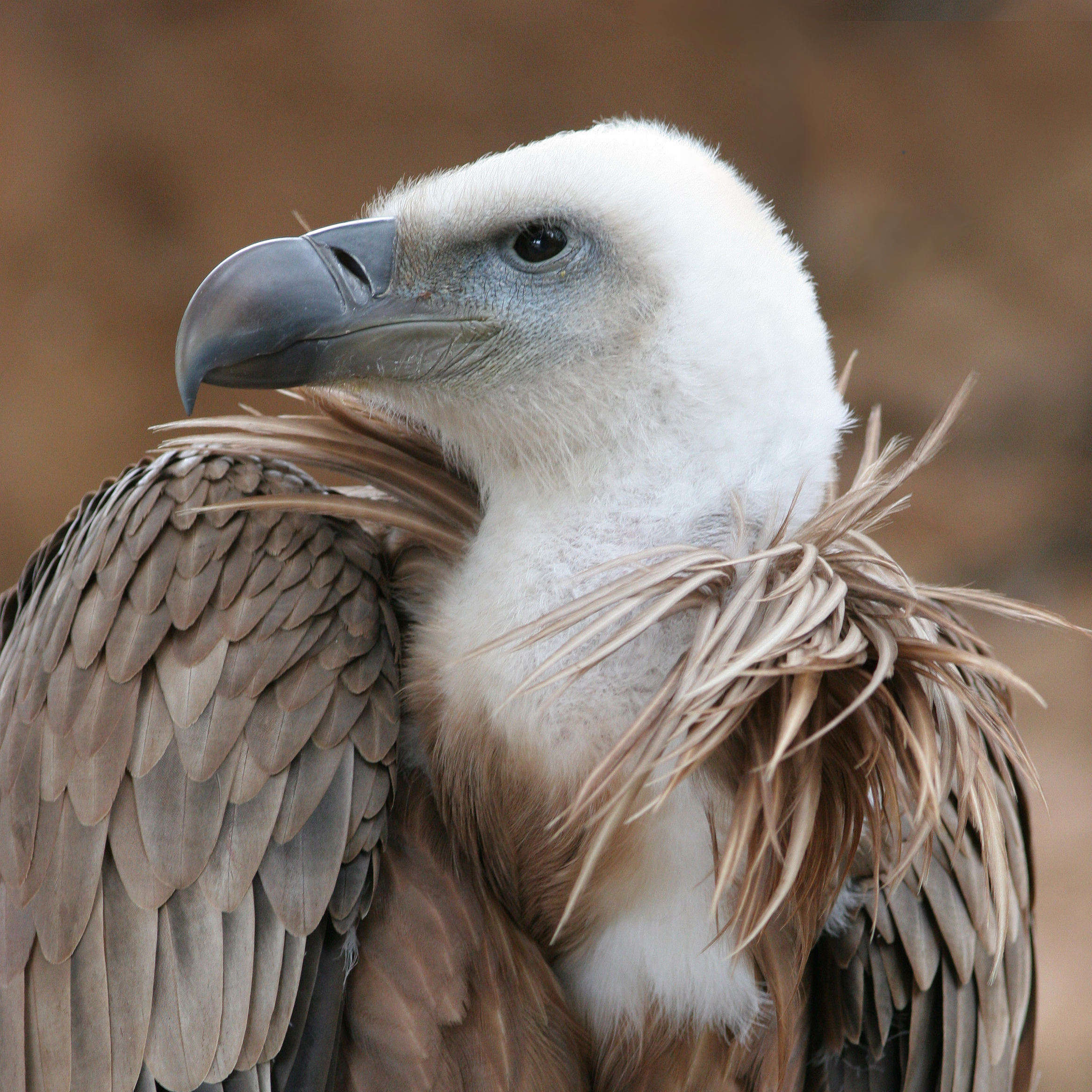
Buitre leonado (Gyps fulvus)

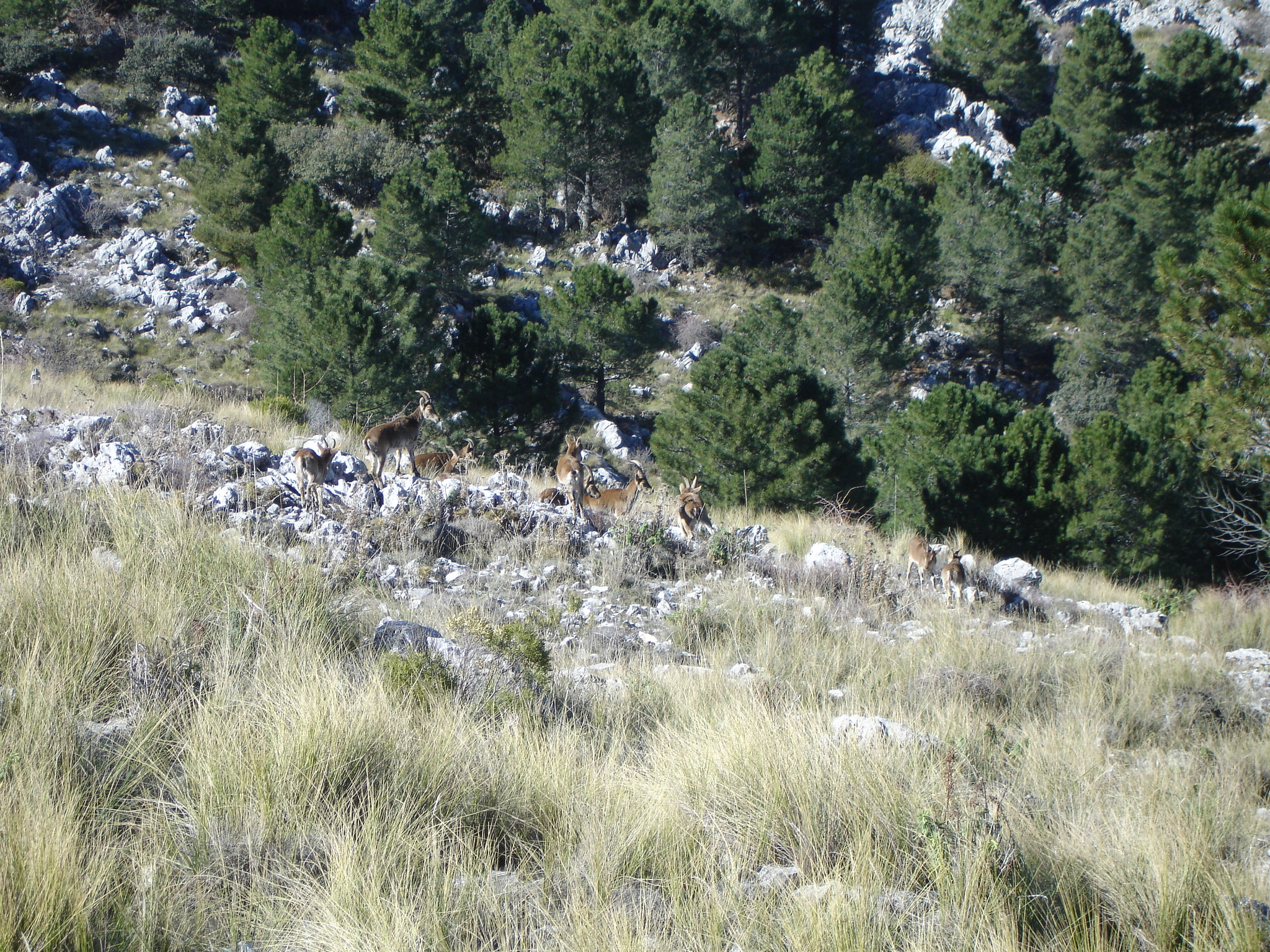
Cabras montesas

Son más de doscientas las especies de vertebrados catalogadas: siete especies de peces, treinta y cuatro entre anfibios y reptiles, cuarenta y cuatro de mamíferos y más de ciento treinta especies de aves. Muchas de ellas están incluidas en algunas de las normativas de protección nacional e internacional:
Del Catálogo Andaluz de Especies Amenazadas están presentes dos especies de fauna «En peligro de extinción», el cangrejo de río autóctono (Austropotamobius pallipes) y el alimoche (Neophron percnopterus) y dos «Vulnerables», el águila-azor perdicera (Hieraaetus fasciatus) y el aguilucho cenizo (Circus pygargus).
De las especies incluidas en la Directiva Hábitats se encuentran las siguientes:
- Invertebrados: Macromia splendens, Oxygastra curtisii, Euphydryas aurinia.
- Anfibios: Discoglossus jeanneae.
- Reptiles: Emys orbicularis, Mauremys leprosa.
- Peces: Chondrostoma polylepis.
- Mamíferos: Rhinolophus mehelyi, Rhinolophus hipposideros, Rhinolophus ferrumequinum, Rhinolophus euryale, Miniopterus schreibersii, Myotis emarginatus, Myotis myotis.

La sierra de Grazalema dispone de una de las mayores colonias de buitres leonados de Europa y algunas parejas de alimoches, especie gravemente amenazada.
Otras razas autóctonas son la Merina de Grazalema, cabra payoya y el cerdo dorado gaditano. En 2021 se encontró un tipo de caracol autóctono, el Tartessiberus cilbanus

## Patrimonio cultural

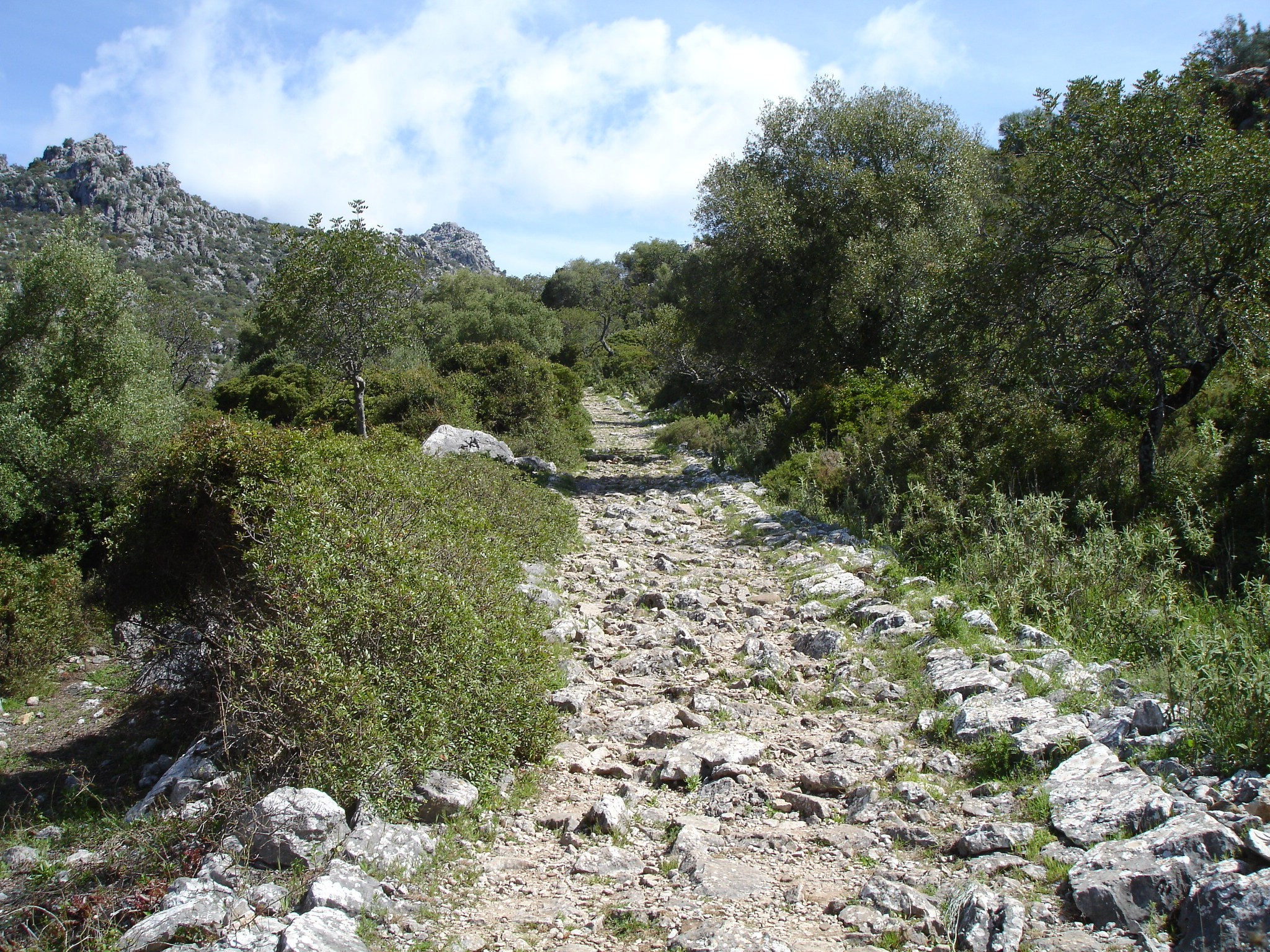
Calzada romana de Benaocaz a Ubrique

En el ámbito de sus municipios hay declarados seis Conjuntos Históricos: (La villa de Benaocaz, la villa de Zahara de la Sierra, la población de Ubrique, Algodonales, Ronda y el casco antiguo de la población de Grazalema); y los siguientes Bienes de Interés Cultural:
- Zonas arqueológicas de Cabezo de Hortales (Prado del Rey) y Necrópolis de los Gigantes (Ronda).
- Los Monumentos del Castillo y Torre Hexagonal en Zahara de la Sierra, las Murallas y el Castillo de Benaocaz, el Castillo de Aznalmara y el Castillo de Fátima en Ubrique, la Cueva de la Pileta (con la zona arqueológica que la delimita) y la del Gato en Benaoján y la Torre de Agüita en Ronda.
Hay un amplio listado de Bienes de Interés, como las ruinas romanas de Ocuri y un rico inventario de yacimientos arqueológicos (necrópolis, acueductos, villas y calzadas romanas; restos medievales e islámicos, calcolíticos, enterramientos, abrigos neolíticos, arte rupestre, simas). Entre las edificaciones de arquitectura popular se puede destacar la presencia de numerosos molinos hidráulicos, aunque también abundan eras, tejares, lagares, almazaras, hornos y lavaderos públicos.

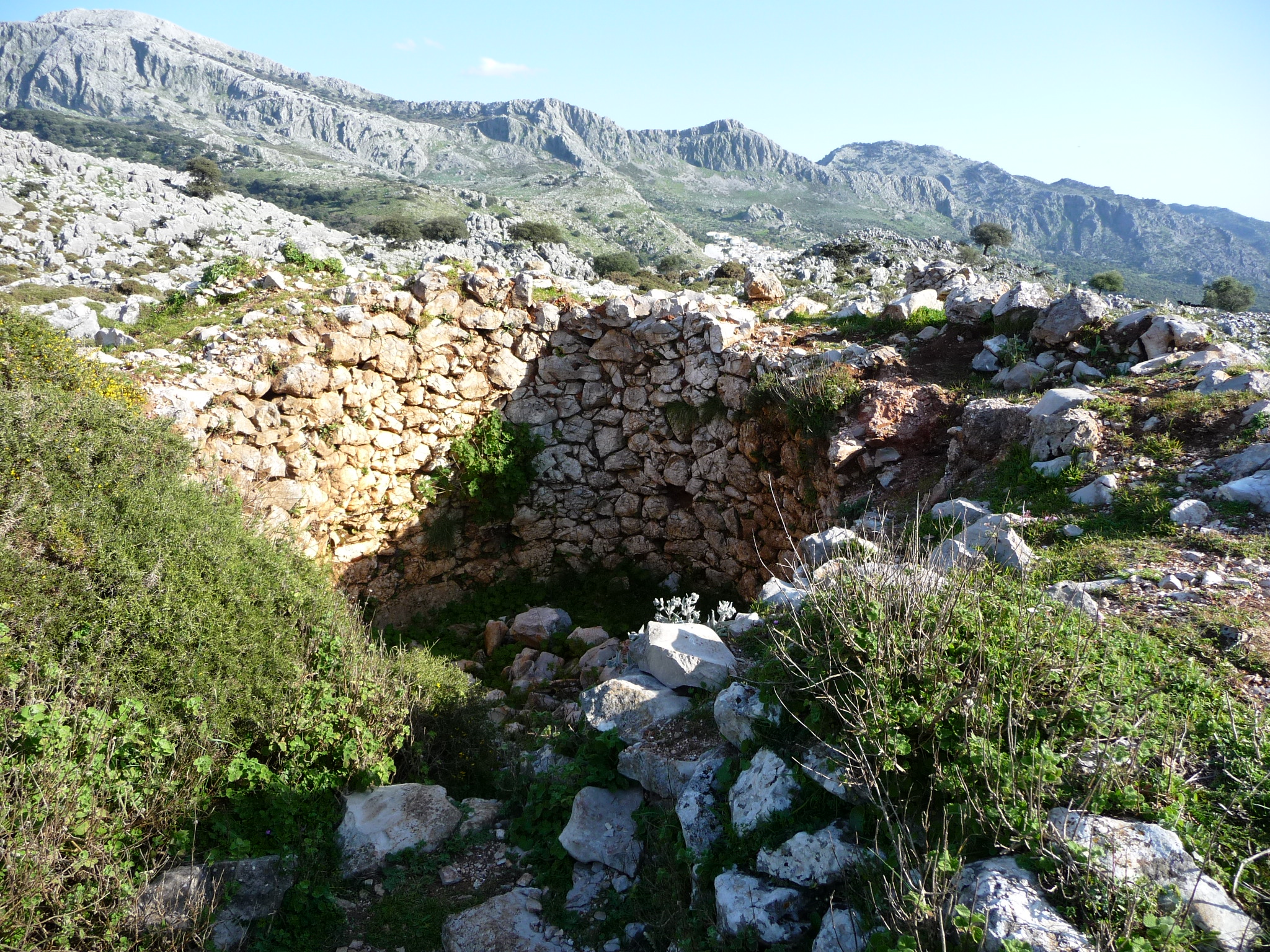
Calera

Otros elementos del patrimonio etnológico son las viejas prácticas artesanales (fabricación de mantas de lana, marroquinería y cestería) y las tradicionales fiestas y ferias, celebradas sobre todo durante la época estival como la fiesta de El Corpus en Zahara de la Sierra, el toro de cuerda de Grazalema, Villaluenga y Benaocaz, la quema de gamones de Ubrique o las luchas de Moros y Cristianos en Benamahoma. Además destacan las caleras distribuidas por el parque natural, hornos en los que se fabricaba cal antiguamente.

## Población y usos del territorio

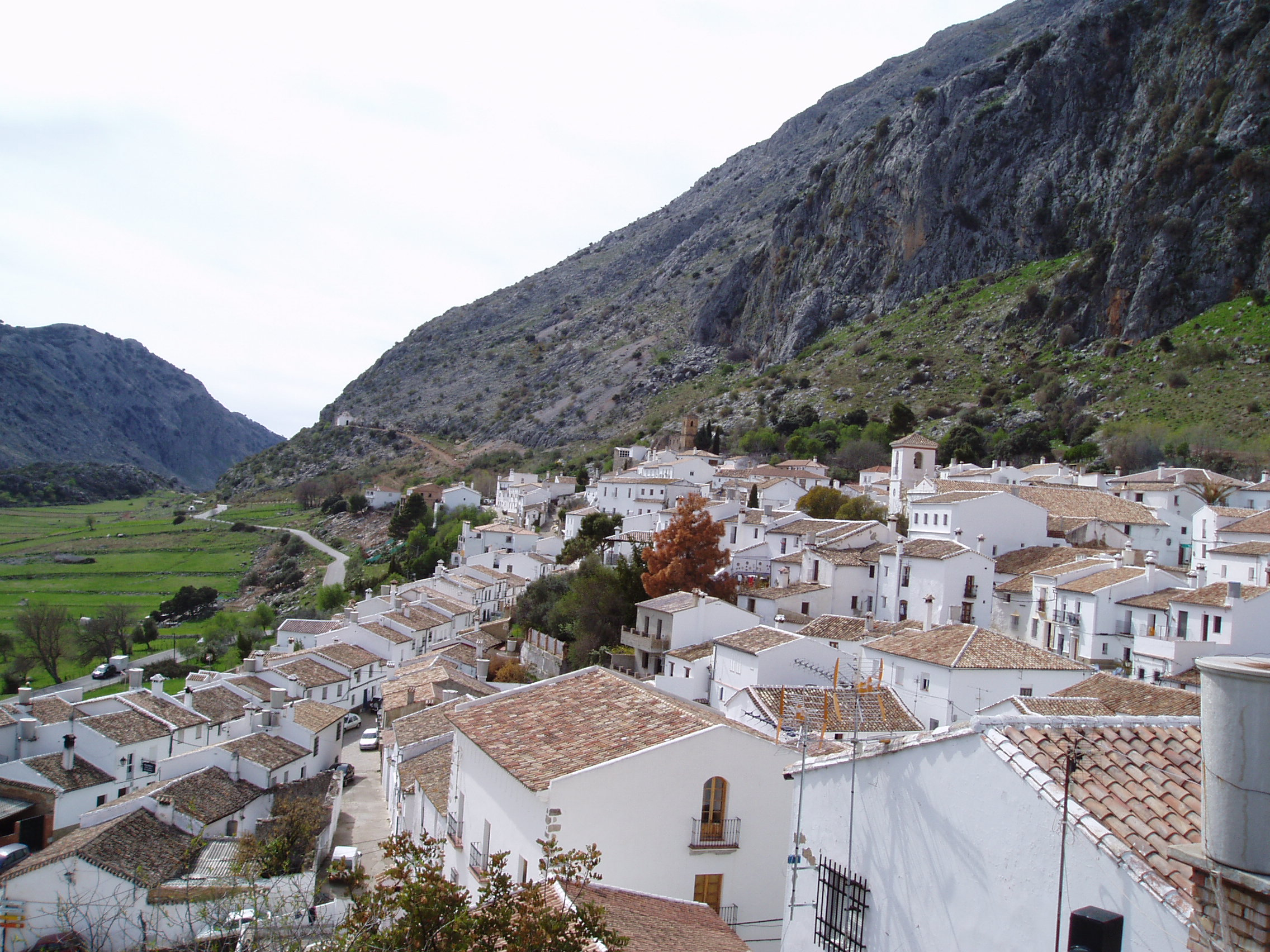
Villaluenga del Rosario

Desde el punto de vista de la estructura del poblamiento, el territorio se encuentra prácticamente despoblado, consecuencia de la concentración de la población en los núcleos urbanos producida en los últimos años por el retroceso de las economías basadas en el aprovechamiento tradicional de los recursos naturales. En su interior se encuentran siete núcleos urbanos (Zahara de la Sierra, Grazalema, Benamahoma, Benaocaz, Villaluenga del Rosario, Montejaque y Benaoján).
Por sus características y limitaciones naturales, esta parte de la Serranía de Ronda se caracteriza por constituir una zona de gran tradición e importancia ganadera, manteniéndose esta actividad como uno de los pilares básicos de la economía para muchos de los municipios del parque natural. Esta se refleja principalmente en chacinas y quesos, destacando localismos como el payoyo.
Respecto a la agricultura, existen varias zonas de cultivos en terrenos marginales, destacando especialmente el olivar.
Durante los últimos años se ha producido un notable proceso de ampliación y mejora del equipamiento turístico, como la playa fluvial de Arroyomolinos en Zahara de la Sierra.

## Gastronomía
Destacan carnes, quesos y productos de panadería/pastelería.

## Protección de la Serranía de Ronda
La importancia de la serranía de Ronda, y más concretamente del ámbito del parque natural de la Sierra de Grazalema, por sus características naturales y geográficas se recoge ya en algunas publicaciones de los siglos XVIII y XIX. Destacan las expediciones naturalísticas de Boissier, entre 1827 y 1837, en donde identifica el pinsapo como un árbol singular y único, como describe en su segundo encuentro con esta especie. Una vez analizada una piña, describe que no quedaron dudas sobre que este árbol singular era ciertamente un Abies próximo a nuestro abeto común. Este abeto se inmortalizó como Abies pinsapo Boiss.
M.A. Barbey, nieto de Boissier, en su libro A través de los bosques de pinsapo de Andalucía, destaca que el alcalde de Algodonales en los años veinte le comentó que debería adquirir el Estado la sierra del Pinar para que se convirtiera el pinsapar en reserva o parque nacional. Vemos el interés tanto de los naturalistas como de la población por proteger esta zona.
No obstante, y como destacó Luis Ceballos en 1930 en su publicación, junto a D. M. Martín Bolaños, Estudio de la vegetación forestal de la provincia de Cádiz, el pinsapar había sufrido una gran transformación en 1904 debido a una corta de pinsapos para madera y que se debía adquirir la propiedad de la sierra del Pinar por parte del Estado, al igual que había ocurrido con el pinsapar de la Sierra de las Nieves, ya que una vez finalizada la carretera de Grazalema a Zahara sería más fácil sacar la madera del pinsapar y, por tanto, constituiría un serio peligro para conservar este arbolado.
No fue hasta 1971 cuando el Instituto Nacional de Conservación de la Naturaleza (ICONA), dependiente del Ministerio de Agricultura y Pesca, adquirió el pinsapar. Esta finca comprendía la masa principal de pinsapos y áreas circundantes de quejigares, alcornocales y encinares. Desde entonces estos montes gozaron de normas reguladoras de protección, como fue la prohibición de la explotación forestal, de la entrada de ganado cabrío, el control cinegético y la limitación de la entrada de visitantes.
Por éstas y otras características únicas las sierras del entorno de Grazalema fueron declaradas en 1977 Reserva de la Biosfera por la Unesco, inicialmente con una superficie de veintisiete mil hectáreas, que posteriormente se amplió a los límites del actual parque natural.
La Junta de Andalucía la declaró parque natural mediante el Decreto 316/1984, de 18 de diciembre (publicado en el BOJA número 13 de 12/02/1985), aprobando en 1988 su Plan de Uso y Protección. Posteriormente se recoge en la Ley 2/89, de Inventario de Espacios Naturales Protegidos de Andalucía, integrándose como parte de la Red de Espacios Naturales Protegidos de Andalucía (RENPA).
El parque natural de la Sierra de Grazalema fue declarado Zona de Especial Protección para las Aves (ZEPA) en 1989 según la Directiva 79/409/CEE de 2 de abril de 1979, relativa a la conservación de las aves silvestres, siendo tres las especies para las que cumple los criterios numéricos: buitre leonado (Gyps fulvus), águila-azor perdicera (Hieraaetus fasciatus) y chova piquirroja (Pyrrhocorax pyrrhocorax). Posteriormente se incorpora a la Red Natura 2000 de la Unión Europea.

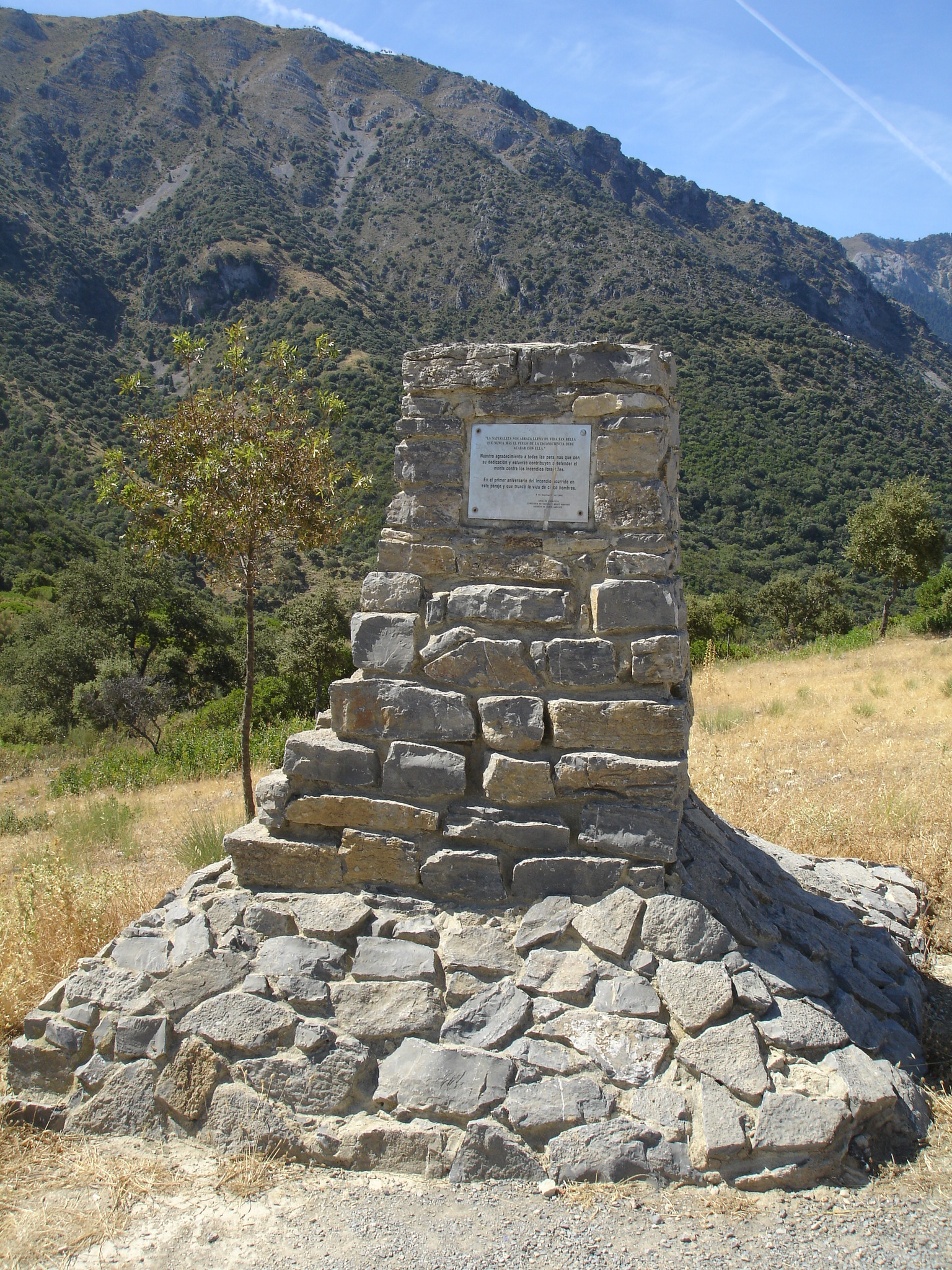
Monumento a los fallecidos en la extinción del incendio del Monte Prieto

En 1992, un incendio en el Monte Prieto calcinó más de ochocientas hectáreas del corazón del parque, en lo que hasta la fecha es el mayor incendio documentado en la provincia y que acabó con la vida de cinco personas que trabajaban en su extinción. Este sendero fue objeto de una gran reforma que duró hasta 2014.
En el año 2006, se aprueban el Plan de Ordenación de los Recursos Naturales y Plan Rector de Uso y Gestión y el Plan de Desarrollo Sostenible.
En 2013, se inaugura una Estación de Investigación del Clima, que formará parte de la Red ClimaDat

## Accesos
Las carreteras fundamentales para el acceso son:
- La carretera N-342 Jerez de la Frontera-Cartagena, donde parten algunos accesos básicos al Parque en el tramo que discurre entre la localidad gaditana de Villamartín y la malagueña de Ronda.
- La carretera C-344 que une Arcos de la Frontera y Ronda y de la que también parten varios accesos en el tramo Arcos-Grazalema.
- La carretera C-3331 Grazalema-Ubrique y que enlaza con San Roque y Algeciras.

Se puede acceder también mediante transporte público:
- La línea de ferrocarril Algeciras-Bobadilla con estaciones en las poblaciones de Ronda, Benaoján, Jimera de Líbar y Cortes de la Frontera.
- Autobuses que comunican las poblaciones de ambas provincias.

### Usurpación de vías
Existe polémica desde hace años por la creciente usurpación de vías pecuarios y caminos públicos